# Coppa KOVO 2022 (maschile)
La Coppa KOVO 2022, 17ª edizione della coppa di lega sudcoreana di pallavolo maschile, si è svolta dal 21 al 28 agosto 2022: al torneo hanno partecipato 8 squadre di club sudcoreane e la vittoria finale è andata per la quinta volta ai Korean Air Jumbos.

## Regolamento

### Formula
La competizione prevede due fasi, quella preliminare e quella finale:
- Nella fase preliminare le sette squadre provenienti dalla V-League e la formazione dell'esercito, il Sangmu, vengono divise in due gironi da quattro squadre, al termine dei quali le prime due classificate di ciascun girone si qualificano alla fase finale;
- Nella fase finale le formazioni qualificate si sfidano in incontri di semifinale e finale in gara unica, con gli accoppiamenti basati sul posizionamento nella fase preliminare.

### Criteri di classifica
L'ordine del posizionamento in classifica è stato definito in base a:
- Numero di partite vinte;
- Ratio dei punti realizzati/subiti;
- Ratio dei set vinti/persi.

## Squadre partecipanti
| Girone A           | Girone B          |
| ------------------ | ----------------- |
| Hyundai Skywalkers | Korean Air Jumbos |
| KB Stars           | OK Okman          |
| KEPCO Vixtorm      | Samsung Bluefangs |
| Woori WON          | Sangmu            |

## Torneo

### Fase a gironi

#### Gruppo A

##### Risultati
| 21 agosto 2022 Palma Gymnasium, Suncheon Durata: 1h:42 - Spettatori: 1 329 | Woori WON          | 3 - 1 | KEPCO Vixtorm      | 18-25, 25-16, 25-16, 25-17        |
| 21 agosto 2022 Palma Gymnasium, Suncheon Durata: 2h:29 - Spettatori: 1 082 | Hyundai Skywalkers | 2 - 3 | KB Stars           | 24-26, 19-25, 26-24, 25-22, 11-15 |
| 23 agosto 2022 Palma Gymnasium, Suncheon Durata: 2h:01 - Spettatori: 795   | KEPCO Vixtorm      | 3 - 2 | Hyundai Skywalkers | 15-25, 25-19, 25-15, 18-25, 15-10 |
| 23 agosto 2022 Palma Gymnasium, Suncheon Durata: 2h:19 - Spettatori: 389   | KB Stars           | 3 - 2 | Woori WON          | 26-24, 20-25, 18-25, 25-22, 15-13 |
| 25 agosto 2022 Palma Gymnasium, Suncheon Durata: 2h:07 - Spettatori: 581   | KEPCO Vixtorm      | 3 - 1 | KB Stars           | 27-25, 24-26, 25-19, 25-21        |
| 25 agosto 2022 Palma Gymnasium, Suncheon Durata: 2h:12 - Spettatori: 585   | Woori WON          | 3 - 1 | Hyundai Skywalkers | 25-23, 30-28, 23-25, 26-24        |

##### Classifica
| Pos. | Squadra            | G | V | P | SV | SP | Ratio | PF  | PS  | Ratio |
| ---- | ------------------ | - | - | - | -- | -- | ----- | --- | --- | ----- |
| 1    | Woori WON          | 3 | 2 | 1 | 8  | 5  | 1,600 | 306 | 278 | 1,101 |
| 2    | KEPCO Vixtorm      | 3 | 2 | 1 | 7  | 6  | 1,167 | 273 | 278 | 0,982 |
| 3    | KB Stars           | 3 | 2 | 1 | 7  | 7  | 1,000 | 307 | 315 | 0,975 |
| 4    | Hyundai Skywalkers | 3 | 0 | 3 | 5  | 9  | 0,556 | 299 | 314 | 0,952 |

      Qualificata in semifinale.

#### Gruppo B

##### Risultati
| 22 agosto 2022 Palma Gymnasium, Suncheon Durata: 1h:26 - Spettatori: 272 | Sangmu            | 0 - 3 | Samsung Bluefangs | 20-25, 22-25, 20-25        |
| 22 agosto 2022 Palma Gymnasium, Suncheon Durata: 1h:27 - Spettatori: 741 | OK Okman          | 0 - 3 | Korean Air Jumbos | 19-25, 23-25, 21-25        |
| 24 agosto 2022 Palma Gymnasium, Suncheon Durata: 1h:45 - Spettatori: 404 | Korean Air Jumbos | 3 - 1 | Sangmu            | 19-25, 25-22, 25-19, 25-15 |
| 24 agosto 2022 Palma Gymnasium, Suncheon Durata: 2h:01 - Spettatori: 506 | Samsung Bluefangs | 3 - 1 | OK Okman          | 25-22, 27-25, 23-25, 25-17 |
| 26 agosto 2022 Palma Gymnasium, Suncheon Durata: 2h:12 - Spettatori: 307 | OK Okman          | 1 - 3 | Sangmu            | 21-25, 25-23, 24-26, 26-28 |
| 26 agosto 2022 Palma Gymnasium, Suncheon Durata: 1h:26 - Spettatori: 871 | Korean Air Jumbos | 0 - 3 | Samsung Bluefangs | 23-25, 20-25, 16-25        |

##### Classifica
| Pos. | Squadra           | G | V | P | SV | SP | Ratio | PF  | PS  | Ratio |
| ---- | ----------------- | - | - | - | -- | -- | ----- | --- | --- | ----- |
| 1    | Samsung Bluefangs | 3 | 3 | 0 | 9  | 1  | 9,000 | 250 | 210 | 1,190 |
| 2    | Korean Air Jumbos | 3 | 2 | 1 | 6  | 4  | 1,500 | 228 | 219 | 1,041 |
| 3    | Sangmu            | 3 | 1 | 2 | 4  | 7  | 0,571 | 245 | 265 | 0,925 |
| 4    | OK Okman          | 3 | 0 | 3 | 2  | 9  | 0,222 | 248 | 271 | 0,895 |

      Qualificata in semifinale.

### Fase finale
|  | Semifinali        | Semifinali |               |                   | Finale | Finale |  |
|  |                   |            |               |                   |        |        |  |
|  | Woori WON         | 1          |               |                   |        |        |  |
|  | Woori WON         | 1          |               |                   |        |        |  |
|  | Korean Air Jumbos | 3          |               |                   |        |        |  |
|  | Korean Air Jumbos | 3          |               | Korean Air Jumbos | 3      |        |  |
|  |                   |            |               | Korean Air Jumbos | 3      |        |  |
|  |                   |            | KEPCO Vixtorm | 0                 |        |        |  |
|  | Samsung Bluefangs | 0          | KEPCO Vixtorm | 0                 |        |        |  |
|  | Samsung Bluefangs | 0          |               |                   |        |        |  |
|  | KEPCO Vixtorm     | 3          |               |                   |        |        |  |

#### Semifinali
| 27 agosto 2022 Palma Gymnasium, Suncheon Durata: 2h:03 - Spettatori: 1 072 | Woori WON         | 1 - 3 | Korean Air Jumbos | 26-28, 25-21, 17-25, 23-25 |
| 27 agosto 2022 Palma Gymnasium, Suncheon Durata: 1h:27 - Spettatori: 899   | Samsung Bluefangs | 0 - 3 | KEPCO Vixtorm     | 23-25, 21-25, 18-25        |

#### Finale
| 28 agosto 2022 Palma Gymnasium, Suncheon Durata: 1h:32 - Spettatori: 2 075 | Korean Air Jumbos | 3 - 0 | KEPCO Vixtorm | 25-16, 25-23, 25-23 |

## Premi individuali
| Premio                 | Giocatore     | Squadra           |
| ---------------------- | ------------- | ----------------- |
| MVP                    | Im Dong-hyeok | Korean Air Jumbos |
| Most Impressive Player | Seo Jae-duck  | KEPCO Vixtorm     |
| Rising star            | Kim Ji-han    | KEPCO Vixtorm     |